# Metropole

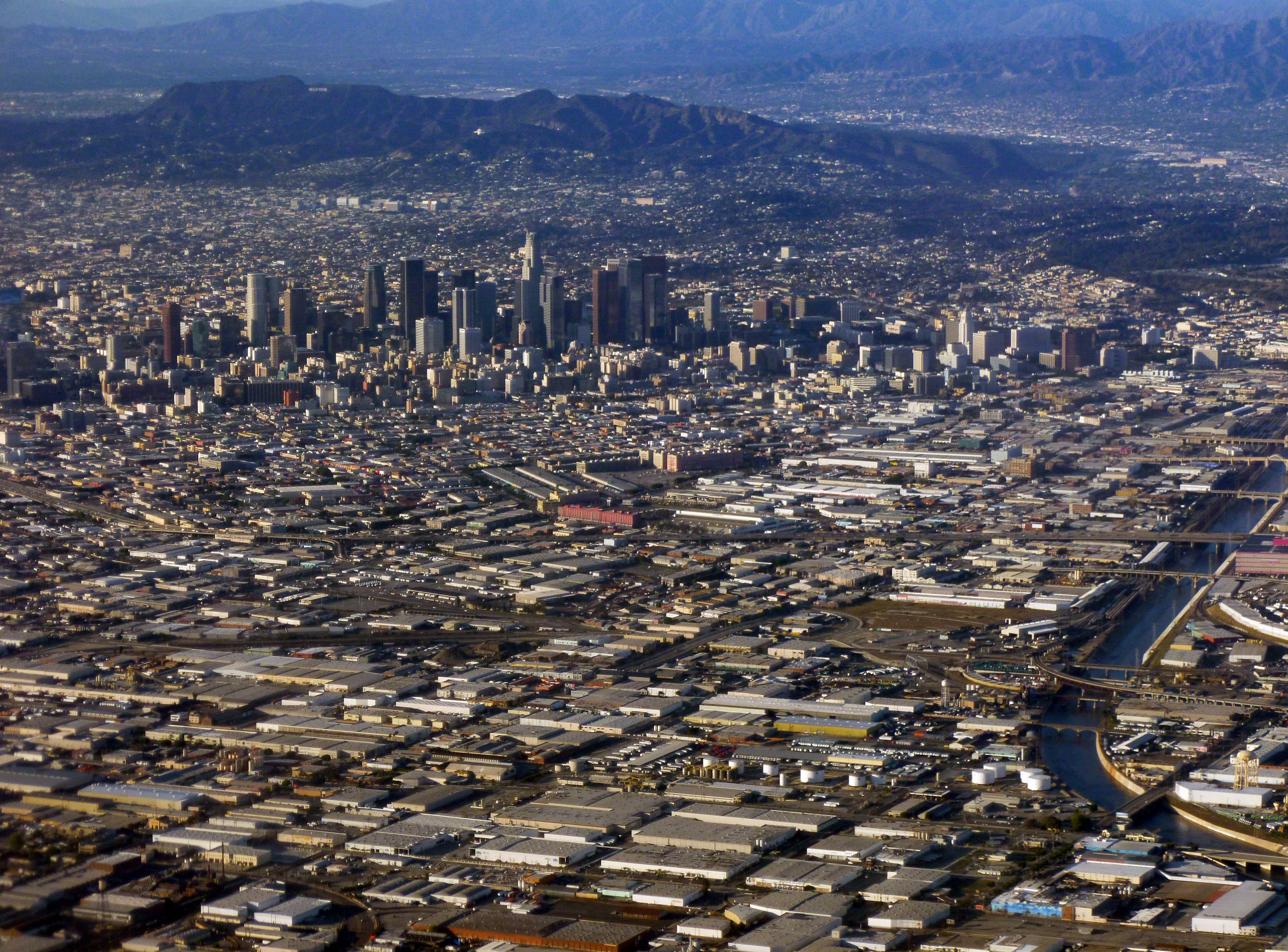
Los Angeles

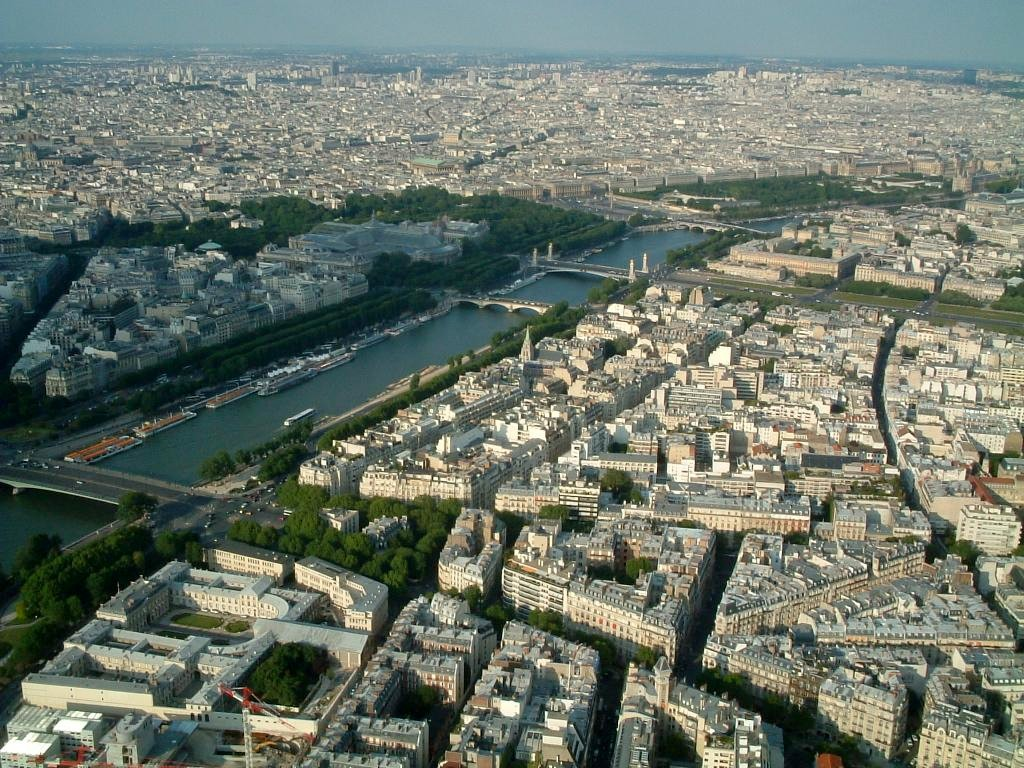
Paris

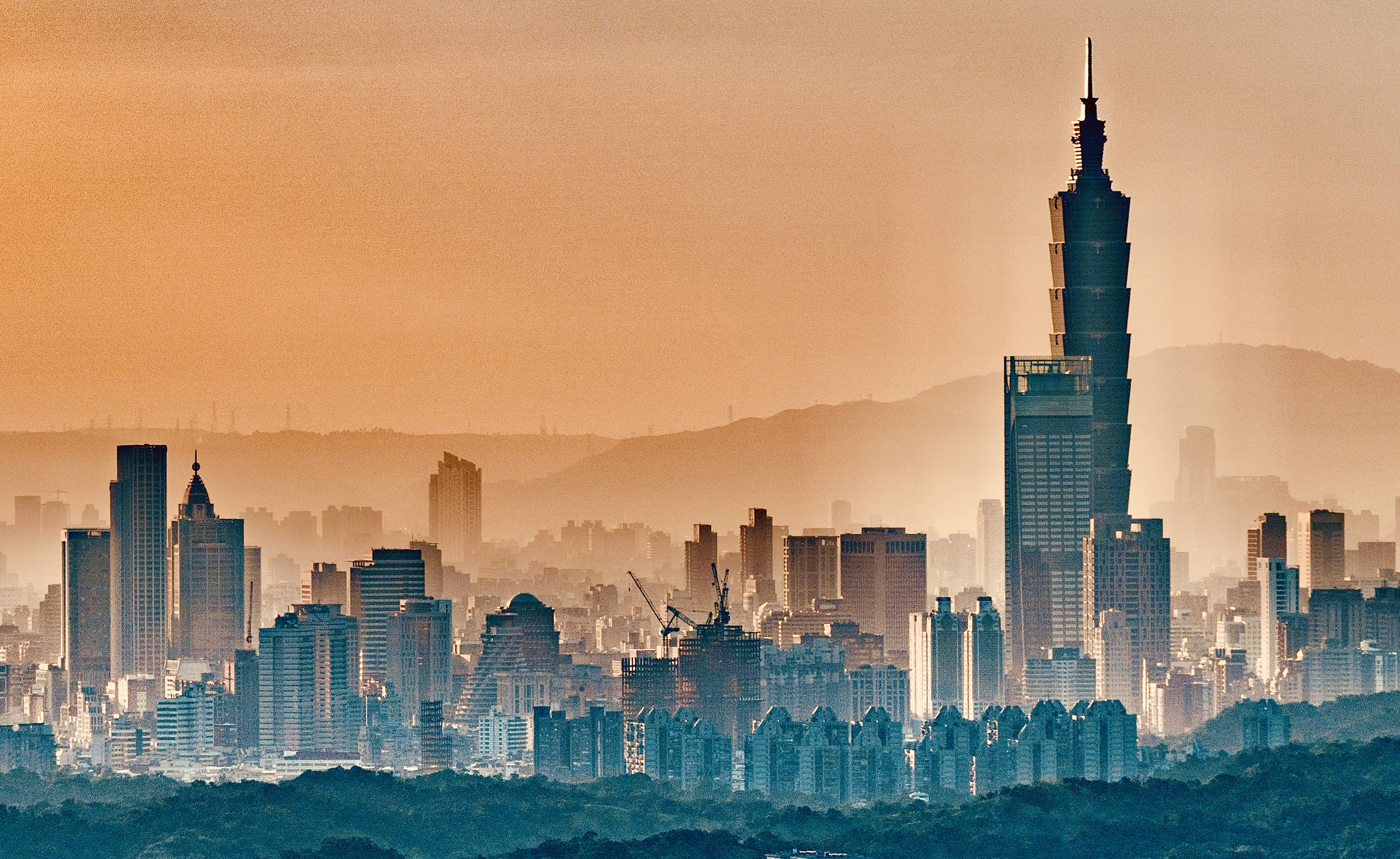
Taipeh

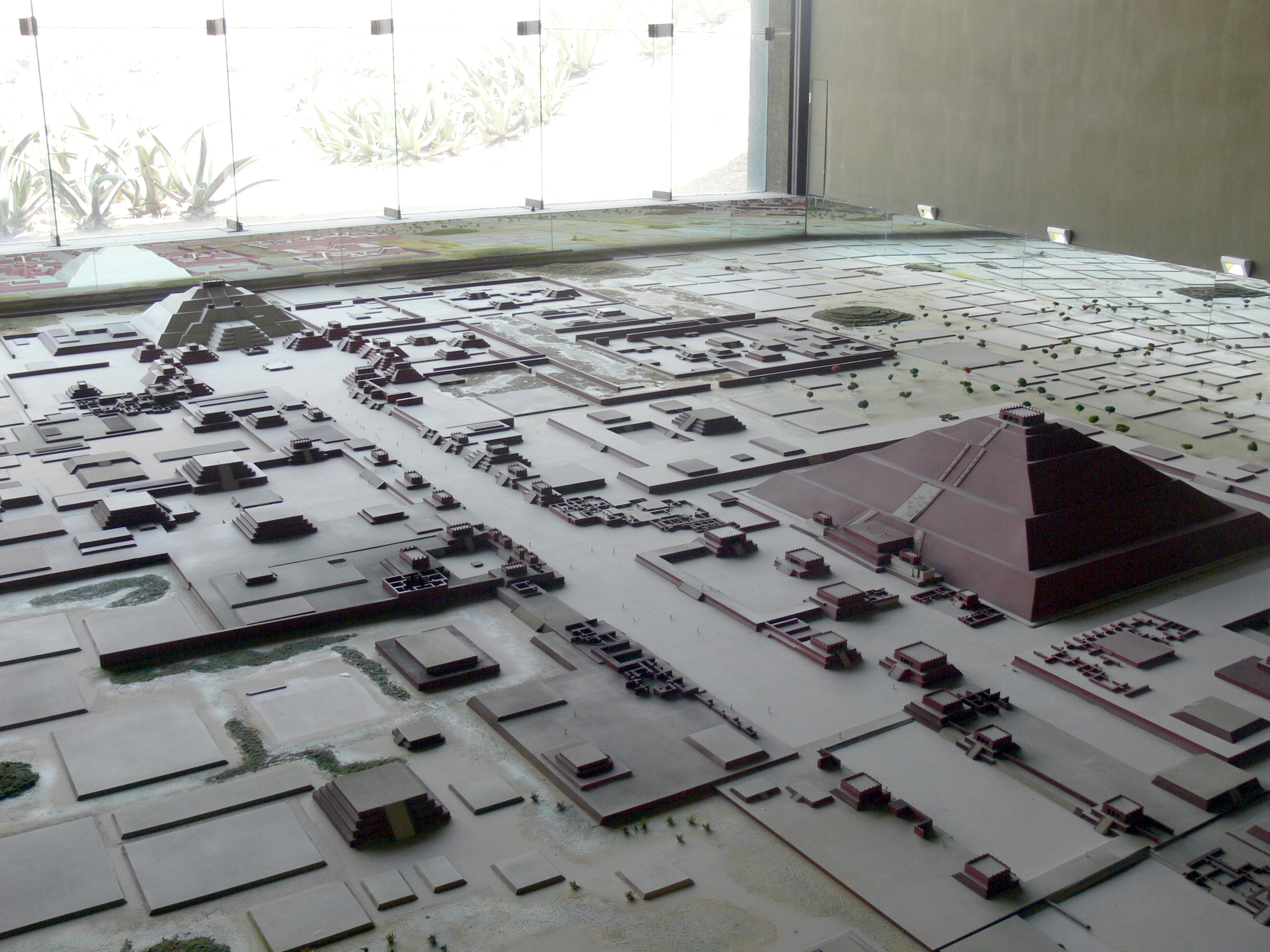
Modell der Rekonstruktion der prähistorischen Metropole Teotihuacán

Metropolen (von altgriechisch μητρόπολις mētropolis, deutsch ‚Mutterstadt‘, von mḗtēr „Mutter“ und polis „städtische Siedlung“) sind Großstädte, die einen politischen, sozialen, kulturellen und wirtschaftlichen Mittelpunkt einer Region oder gar eines Landes bilden.

## Metropolen in der Antike
Mētropolis nannten die antiken Griechen die Stadt, von der aus eine zugehörige Kolonie gegründet worden war. Diese hatten auf die Kolonien einen großen politischen Einfluss. Bedingt durch das Stadtstaatentum waren diese Städte auch die politischen, religiösen, wirtschaftlichen, kulturellen und sozialen Mittelpunkte ihrer jeweiligen Region.
Die Römer übernahmen den Begriff von den Griechen, allerdings mit etwas anderer Bedeutung. Ab der Römerzeit wurden wichtige spätantike Provinzhauptstädte metropolis genannt. Als eine dieser Städte konnte zum Beispiel die Metropolis Trier ihre spätantike Blüte bis weit ins Frühmittelalter hinein nahtlos weiterentwickeln.
Der Begriff metropolis im Sinne von „Provinzhauptstadt“ wurde im frühen Christentum von der Kirche übernommen und bezeichnete den Zusammenschluss mehrerer Bistümer unter der Leitung eines Oberbischofs. Daher stammt die heutige Amtsbezeichnung Metropolit in der römisch-katholischen Kirche und in den orthodoxen Kirchen.

## Metropolen heute
Für den Begriff Metropole können drei Definitionsansätze herangezogen werden:
- quantitativ, das wesentliche Definitionsmerkmal ist die Größe einer Stadt.

Mit Metropolen sind demnach Großstädte gemeint.
- funktional, das wesentliche Definitionsmerkmal ist die Bedeutung einer Stadt.

Metropolen sind demnach Hauptstädte oder zentrale Orte mit wichtigen Funktionen. Die Spannbreite reicht vom regionalen Wirtschaftszentrum (siehe Regiopole), über eine nationale Hauptstadt bis hin zu internationaler Bedeutung, etwa als europäische Kulturhauptstadt, oder globaler Bedeutung im Sinne einer Weltstadt.
- relational, das wesentliche Definitionsmerkmal ist die relationale Bedeutung einer Stadt.

Diese Bedeutung kann kolonial im Sinne der „Mutterstadt“ definiert werden, oder administrativ im Sinne einer Hauptstadt. Sie kann auch auf einer symbolischen Referenz beruhen: So lässt sich von Syrakus als dem New York der Antike sprechen. Eine relationale Definition ist offen und fordert dazu auf, die wichtigen Funktionen einer Stadt zu verdeutlichen.

### Größen-Klassifikation von Städten ab 100.000 Einwohnern
| Kategorie             | Anzahl Einwohner       |
| --------------------- | ---------------------- |
| Großstadt             | ≥ 100.000              |
| Metropole             | ≥ 1 bis 5 Millionen    |
| Megacity              | ≥ 10 Millionen         |
| Metacity (UN-Habitat) | ≥ 20 Millionen         |
| Megalopolis           | ≥ 25 bis 100 Millionen |

Die Tabelle zeigt eine gängige aktuelle Klassifikation von Städten nach Anzahl ihrer Einwohner. Großstädte müssen mindestens 100.000 Einwohner aufweisen.

### „Metropole“ in Abgrenzung zu „Weltstadt“, „Global City“, „Metropolregion“
Oft wird der Begriff als Synonym zu Weltstadt gebraucht. Im Gegensatz zu einer Weltstadt, die international absolute Bedeutung besitzt, kann eine Metropole allerdings auch nur „relative“ Bedeutung innerhalb einer bestimmten Region oder eines bestimmten Gesellschaftsbereiches besitzen, z. B. als Kunstmetropole oder Finanzmetropole. Metropolen mit vorwiegend wirtschaftlicher Bedeutung werden als Global Cities bezeichnet.
Global Cities sind die „Knotenpunkte“ bzw. Schaltzentralen der Weltwirtschaft, und zwar hauptsächlich aufgrund ihrer Kontroll- und Gateway-Funktion. Die Kontrollfunktion bedeutet: in einer Global City befinden sich die Zentralen von global tätigen Unternehmen und Organisationen. Diese lenken von hier aus die anhängigen Tochterunternehmen und Werke an anderen Standorten. Die Gateway-Funktion bedeutet: die Global City ist ein zentraler Verteiler für den Verkehr von Personen, Geld, Information und Waren. Die Gateway-Funktion ist oft mit einem Hafen oder bedeutenden Flughafen verbunden. Global Cities sind ein Phänomen der Globalisierung von Wirtschaft und Informationsnetzen.
Sind Metropolfunktionen auf eine dichte Ansammlung mehrerer zentraler Orte in einer ganzen Region verteilt, spricht man von einer Metropolregion.
Die steigende Konzentration von Wirtschaft, Verwaltung und Kultur wird als Metropolisierung bezeichnet.
In der Dependenztheorie wird unter Metropole der Gegensatz zur Peripherie bzw. zum Trikont verstanden.
Bayern hat in seinem Landesentwicklungsprogramm 2018 drei bis dahin als Oberzentren gelistete Städte bzw. Mehrfachzentren zu Metropolen aufgestuft.

## Forschung und Wissenschaft
An der HafenCity Universität Hamburg wurde zum Wintersemester 2009/2010 ein Studiengang Kultur der Metropole eingerichtet, der sich mit den kulturellen Aspekten von Metropolen beschäftigt.